# 지옥의 복수심이 내 마음에 끓어오르고
〈지옥의 복수심이 내 마음에 끓어오르고〉(독일어: Der Hölle Rache kocht in meinem Herzen)는 모차르트의 오페라 《마술피리》 제2막에서 콜로라투라 소프라노 역할인 밤의 여왕이 부르는 아리아이다. 아리아는 복수심에 불타는 밤의 여왕이 딸 파미나의 손에 칼을 쥐어주고, 여왕의 적수인 자라스트로를 암살하라고 독촉하는 장면을 묘사한다. 만약 파미나가 이를 거부한다면 여왕은 딸을 버리고 저주할 것이라고 경고한다.
고음역대의 스타카토가 특징적인 빠르고 위협적이면서도 장엄한 이 아리아는 오페라 아리아 중 가장 유명한 곡 중 하나로 꼽힌다. 이 분노의 아리아는 복수의 아리아(Rachearie)라는 별칭을 가지고 흔히 〈밤의 여왕 아리아〉로도 불리지만, 사실 밤의 여왕은 오페라 초반부에 〈떨지 말거라, 나의 사랑하는 아들〉(O zittre nicht, mein lieber Sohn)이라는 또 다른 유명한 아리아를 부른다.

## 리베르토
《마술피리》의 독일어 리베르토는 에마누엘 시카네더가 작성하였다. 시카네더는 이 작품을 초연한 극단을 이끌었으며, 파파게노 역할을 직접 창작하고 연기하였다.
Der Hölle Rache kocht in meinem Herzen,

Tod und Verzweiflung flammet um mich her!

Fühlt nicht durch dich Sarastro Todesschmerzen,

So bist du meine Tochter nimmermehr:

Verstoßen sei auf ewig,

Verlassen sei auf ewig,

Zertrümmert sei'n auf ewig

Alle Bande der Natur.

Wenn nicht durch dich Sarastro wird erblassen!

Hört, Rachegötter, hört der Mutter Schwur!
지옥의 복수심이 내 마음에 끓어오르고,

죽음과 절망이 내 주위에 불타오르네!

네가 자라스트로가 죽음의 고통을 느끼게 하지 않는다면,

그러면 너는 더 이상 나의 딸이 아니다.

영원히 의절하고,

영원히 저버리고,

영원히 부수리라

자연의 모든 인연을.

네가 자라스트로가 죽게 만들지 않는다면!

들어라, 복수의 신들이여, 들어라, 어미의 맹세를!
운율 측면에서, 이 텍스트는 5음보 약강격 4행시(이 오페라에서는 대부분 4음보 약강격을 사용하므로 이는 특이한 경우이다.)로 시작하여, 3음보 약강격 4행시가 이어지고, 마지막으로 5음보 2행시로 끝난다. 운율 구조는 [ABAB][CCCD][ED]의 형태를 취하고 있다.

## 음악
이 아리아는 라단조로 작곡되었으며, 플루트, 오보에, 바순, F조의 호른, 트럼펫이 각각 2개씩, 팀파니와 현악기군으로 편성되어 있다. 이는 〈떨지 말거라, 나의 사랑하는 아들〉보다 큰 규모의 오케스트라로, 클라리넷과 트롬본을 제외하고 오페라 전체에 쓰이는 모든 연주자를 포함한다.
이 아리아는 훌륭하게 연주하기 매우 어려운 곡으로 유명하다. 성악 음역은 2옥타브 파(F4)에서 4옥타브 파(F6)까지 2옥타브에 걸쳐 있으며, 2옥타브 라(A4)에서 4옥타브 도(C6)까지의 매우 높은 테시투라가 요구된다.
토마스 바우만은 악보의 한 순간에 대해 특별한 찬사를 표했다. 아리아의 클라이맥스에서 밤의 여왕은 "Hört, hört, hört!"(들어라, 들어라, 들어라!)라는 가사를 오케스트라의 강렬한 화음과 번갈아가며 독창으로 부른다. 처음 두 음절은 D와 F로 불려 청중에게 라단조 화음을 완성하는 A가 이어질 것이라는 예상을 하게 한다. 그러나 바우만의 설명은 다음과 같다.
모차르트의 걸작은 3음에서 5음이 아닌 플랫 6음으로 이동하는 변화에 있다. ... 이 구절을 아무리 자주 들어도 ... 음악적 논리상 D와 F 다음에는 A가 올 것으로 예상하게 된다. 그러나 밤의 여왕은 그 대신 섬뜩한 B♭을 부른다.
이 효과는 오케스트라의 예상치 못한 나폴리 화음과 함께 나타나며, 모든 바이올린이 G현의 고음에서 유니즌으로 연주하여 소리의 강도를 높인다.

## 공연사

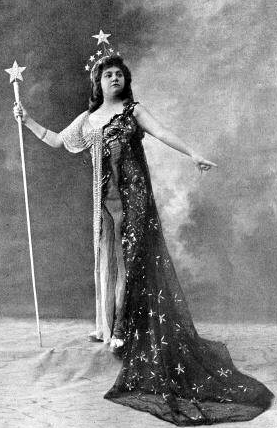
1912년 밤의 여왕 역할을 맡은 앨리스 베를레

이 아리아를 무대에서 처음 공연한 가수는 당시 32세였던 모차르트의 처제 요제파 호퍼였다. 여러 기록에 따르면, 호퍼는 비범한 고음역대와 민첩한 목소리를 가졌으며, 모차르트는 호퍼의 성악 능력을 잘 알고 있었기에 이를 과시하기 위해 두 개의 대단한 아리아를 작곡했다고 한다.

모차르트 시대의 일화는 작곡가 본인도 처제의 공연에 매우 감명받았음을 시사한다. 이 이야기는 1840년 작곡가 이크나츠 폰 자이프리트의 편지에서 전해지며, 모차르트의 생애 마지막 날인 1791년 12월 4일의 사건을 다루고 있다. 이는 오페라 초연 후 5주째로, 당시 매우 성공적인 공연을 이어가고 있었다. 자이프리트에 따르면, 임종을 앞둔 모차르트가 아내 콘스탄체에게 다음과 같이 속삭였다고 한다.
조용, 조용! 호퍼가 지금 최고음 F를 부르고 있어. - 이제 처제가 두 번째 아리아 〈지옥의 복수〉를 부르고 있군. B♭을 얼마나 강하게 치고 유지하는지 들어봐. '들어라! 들어라! 들어라! 어미의 맹세를!'
현대에 이르러 여러 유명 소프라노들이 이 아리아를 공연하거나 녹음했다. 영화 《아마데우스》에서는 준 앤더슨이 이 아리아를 부른다. 또한 이 아리아는 아마추어 소프라노 플로렌스 포스터 젱킨스가 즐겨 부르던 곡이기도 했다.
에다 모저가 부르고 볼프강 자발리슈가 지휘한 바이에른 국립 오페라의 반주로 녹음된 이 아리아는 지구의 음악을 모은 컬렉션의 일부로 보이저 1호와 2호 우주선에 실려 있다.

### 참고문헌
- Deutsch, Otto Erich (1965). 《Mozart: A Documentary Biography》. Stanford University Press].